# Weltmeisterschaften 2024
Als Weltmeisterschaft 2024 oder WM 2024 bezeichnet man folgende Weltmeisterschaften, die im Jahr 2024 durchgeführt worden sind:
- Aerobic-Weltmeisterschaften 2024
- American-Football-Weltmeisterschaft der Junioren 2024
- Badminton:
  - Badminton-Juniorenweltmeisterschaft 2024
  - Badminton-Weltmeisterschaft für Behinderte 2024
- Baseball:
  - Baseball-Weltmeisterschaft der Frauen 2024
  - WBSC Premier12 2024
- FIFA-Beachsoccer-Weltmeisterschaft 2024
- Biathlon:
  - Biathlon-Weltmeisterschaften 2024
  - Biathlon-Juniorenweltmeisterschaften 2024 in Estland
  - Sommerbiathlon-Weltmeisterschaften 2024
- Billard:
  - Karambolage:
    - Dreiband-Weltmeisterschaft 2024
    - Dreiband-Weltmeisterschaft der Damen 2024
    - Dreiband-Weltmeisterschaft der Junioren 2024
    - Dreiband-Weltmeisterschaft für Nationalmannschaften 2024
    - Artistique-Weltmeisterschaft 2024

  - Snooker:
    - 6-Red World Championship 2024
- Bob- und Skeleton-Weltmeisterschaften 2024 in Deutschland
- Cricket:
  - ICC Women’s T20 World Cup 2024
  - ICC Men’s T20 World Cup 2024
  - ICC U19-Cricket-Weltmeisterschaft 2024
  - ICC World Test Championship 2023–2025
- Curling:
  - Curling-Weltmeisterschaft der Damen 2024
  - Curling-Weltmeisterschaft der Herren 2024
  - Curling-Mixed-Doubles-Weltmeisterschaft 2024
  - Curling-Juniorenweltmeisterschaft 2024
  - Rollstuhlcurling-Weltmeisterschaft 2024
- Darts:
  - PDC World Darts Championship 2023/24
  - PDC World Darts Championship 2024/25
  - WDF World Darts Championship 2024
  - World Seniors Darts Championship 2024
- Eishockey-Weltmeisterschaft 2024
  - Eishockey-Weltmeisterschaft der Frauen 2024
  - Eishockey-Weltmeisterschaft der U18-Frauen 2024
  - Eishockey-Weltmeisterschaft der Herren 2024 in Tschechien
  - Eishockey-Weltmeisterschaft der U20-Junioren 2023/24
  - Eishockey-Weltmeisterschaft der U20-Junioren 2024/25
  - Eishockey-Weltmeisterschaft der U18-Junioren 2024
- Eiskunstlauf-Weltmeisterschaften 2024 in Kanada
- Eisschnelllauf:
  - Eisschnelllauf-Einzelstreckenweltmeisterschaften 2024
  - Eisschnelllauf-Mehrkampfweltmeisterschaft 2024
  - Eisschnelllauf-Sprintweltmeisterschaft 2024
- Faustball:
  - Faustball-Weltmeisterschaft der Frauen 2024
  - U-18-Faustball-Weltmeisterschaft der Frauen 2024
  - U-18-Faustball-Weltmeisterschaft 2024
- Fußball:
  - U-20-Fußball-Weltmeisterschaft der Frauen 2024
  - U-17-Fußball-Weltmeisterschaft der Frauen 2024
- Futsal-Weltmeisterschaft 2024
- Weltmeisterschaften im Gewichtheben 2024
- Handball:
  - U-20-Handball-Weltmeisterschaft der Frauen 2024
  - U-18-Handball-Weltmeisterschaft der Frauen 2024
- Hockey5s-Weltmeisterschaft 2024
- Judo-Weltmeisterschaften 2024
- Karate-Weltmeisterschaften der Jugend, Junioren & U21 2024
- Kanupolo-Weltmeisterschaften 2024
- Leichtathletik:
  - Crosslauf-Weltmeisterschaften 2024
  - Leichtathletik-Hallenweltmeisterschaften 2024 im Vereinigten Königreich
  - Para-Leichtathletik-Weltmeisterschaften 2024
  - Leichtathletik-U20-Weltmeisterschaften 2024
- Weltmeisterschaften im Modernen Fünfkampf 2024
- Motorsport:
  - Auto:
    - Formel-1-Weltmeisterschaft 2024
    - FIA-Langstrecken-Weltmeisterschaft 2024
    - Rallye-Weltmeisterschaft 2024

  - Motorrad:
    - Motorrad-Weltmeisterschaft 2024
    - Enduro-Weltmeisterschaft 2024
    - Langbahn-Weltmeisterschaft 2024
    - Superbike-Weltmeisterschaft 2024
    - Supersport-Weltmeisterschaft 2024
    - Supersport-300-Weltmeisterschaft 2024
- Orienteering:
  - Orientierungslauf-Weltmeisterschaften 2024 im Vereinigten Königreich
  - Orientierungslauf-Juniorenweltmeisterschaften 2024
  - Ski-Orientierungslauf-Weltmeisterschaften 2024
- Padel-Tennis:
  - Padel-Weltmeisterschaft 2024 in Doha
- Radsport:
  - Bahnradsport-Weltmeisterschaften 2024 in Dänemark
  - Bahnradsport-Weltmeisterschaften der Junioren 2024
  - Cyclocross-Weltmeisterschaften 2024
  - Hallenradsport-Weltmeisterschaften 2024
  - Mountainbike-Weltmeisterschaften 2024
  - Mountainbike-Marathon-Weltmeisterschaften 2024
  - Paracycling-Bahnweltmeisterschaften 2024
  - Paracycling-Straßenweltmeisterschaften 2024
  - 2024 UCI Road and Para-cycling Road World Championships
  - Straßenradsport-Weltmeisterschaften 2024 in der Schweiz
  - Urban-Cycling-Weltmeisterschaften 2024
- Rhönrad-Weltmeisterschaft 2024
- Ringer-Weltmeisterschaften 2024
- Rodeln:
  - Naturbahnrodel-Juniorenweltmeisterschaft 2024
  - Rennrodel-Weltmeisterschaften 2024 in Deutschland
- Rudern:
  - Ruder-Weltmeisterschaften 2024
  - U23-Weltmeisterschaften im Rudern 2024
  - Junioren-Weltmeisterschaften im Rudern 2024
- Rugby-Union-Juniorenweltmeisterschaft 2024
- Schachweltmeisterschaft 2024
  - Schnell- und Blitzschachweltmeisterschaften 2024
- Schieß-Juniorenweltmeisterschaften 2024
- Schwimmen:
  - Kurzbahnweltmeisterschaften 2024
  - Schwimmweltmeisterschaften 2024 in Katar
- Show-Marchingbands 2024 in Rastede
- Ski Alpin: Alpine Ski-Juniorenweltmeisterschaften 2024
- Freestyle-Skiing-Juniorenweltmeisterschaften 2024
- Ski Nordisch:
  - Nordische Junioren-Skiweltmeisterschaften 2024
  - Skiflug-Weltmeisterschaft 2024 in Österreich
- Snowboard-Juniorenweltmeisterschaften 2024
- Squash:
  - Squash-Weltmeisterschaft 2023/24 in Kairo, Ägypten
  - Squash-Weltmeisterschaft der Frauen 2023/24 in Kairo, Ägypten
  - Squash-Mannschaftsweltmeisterschaft 2024
- Tischtennisweltmeisterschaft 2024 in Busan, Südkorea
- Unihockey:
  - Unihockey-Weltmeisterschaft 2024
  - U-19-Unihockey-Weltmeisterschaft 2024 in Lahti, Finnland
- Wasserball-Weltmeisterschaften 2024 in Doha, Katar